# Burgstall Burg (Herborn)
Der Burgstall Burg, auch Burg bei Burg genannt, ist eine abgegangene frühmittelalterliche Spornburg oberhalb der Burger Kirche auf dem „Breiten Berg“ bei 235 m ü. NN im Stadtteil Burg in Herborn im hessischen Lahn-Dill-Kreis in der Straße Am Türmchen.

## Geschichte
Die spätere Burg geht vermutlich auf eine karolingische Pfalzanlage zurück, die zwischen 700 und 800 wohl in Ergänzung des Herborner Königshofes auf dem Bergsporn errichtet wurde.
Wann und von wem dann die Burg erbaut wurde, ist nicht exakt belegbar. Möglicherweise in den Auseinandersetzungen der Dernbacher Fehde um die Herborner Mark durch die Grafen von Nassau zerstört, wurde sie wohl früh aufgegeben und verlassen. Eine urkundliche Erwähnung im Jahre 1263 weist auf den von der Burg abgeleiteten Ortsnamen mit gleichnamigen Ortsadel hin. Die Adelsfamilie benannte sich nach der Burg von 1206 (urkundliche Erstnennung) bis zu ihrem Aussterben im 14. Jahrhundert. Die Burg wird auch als militärische Ergänzung der kirchlichen und weltlichen Zentralfunktionen Herborns gesehen.

## Gegenwart
1964 wurden bei Wegearbeiten oberhalb der Burger Kirche Mauerreste, vermutlich Turmfundamente mit Treppchen, gefunden. 
Weitere Untersuchungen erfolgten 1971. Mauerreste eines Westtores und Fundamente eines Rundturmes sind heute erhalten und vorbildlich gepflegt in ein Privatgrundstück integriert. Ein Schild weist auf die ehemalige Anlage hin.

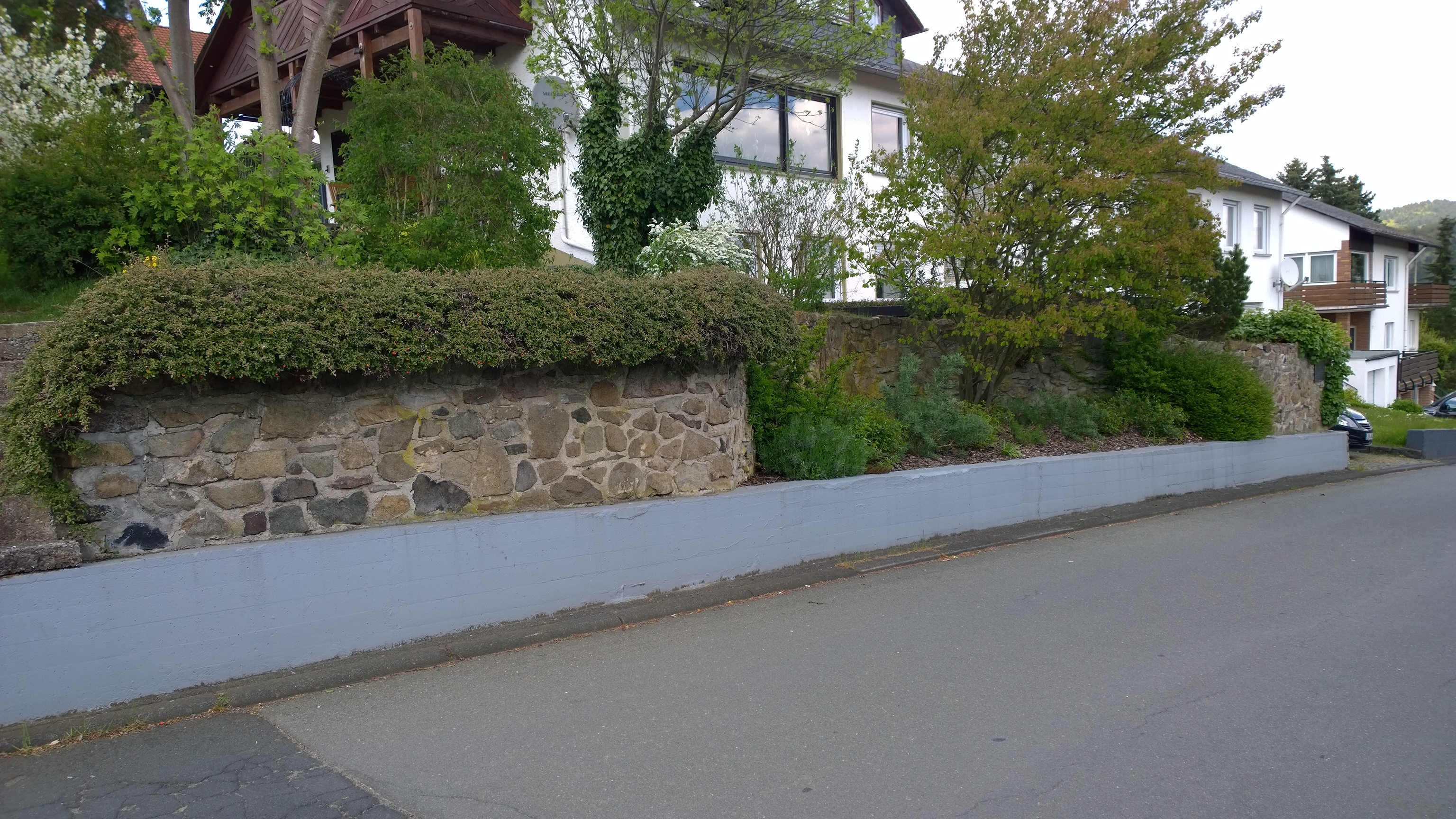
Burgmauerreste talwärts gesehen
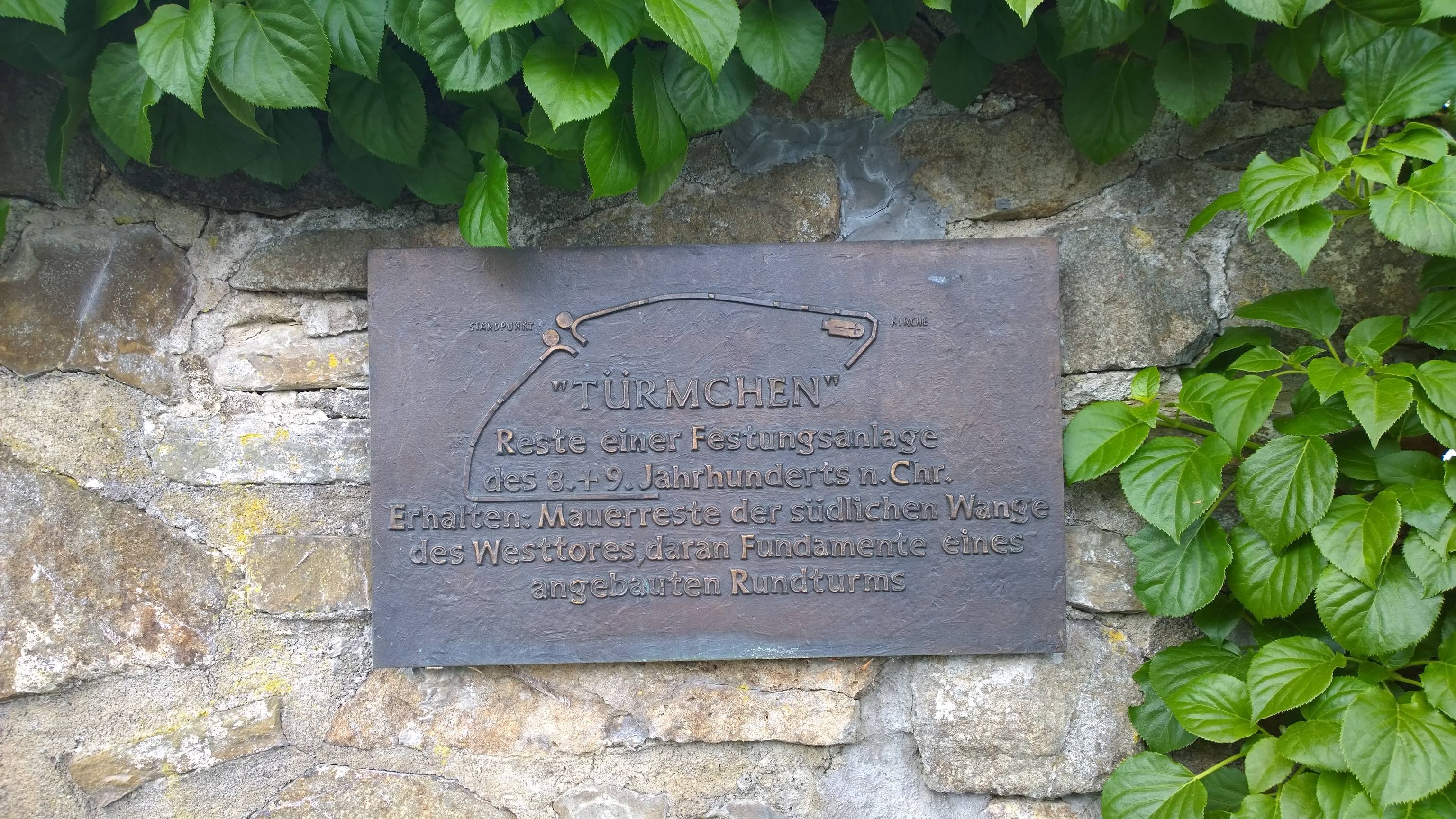
Beschreibung der Anlagenreste
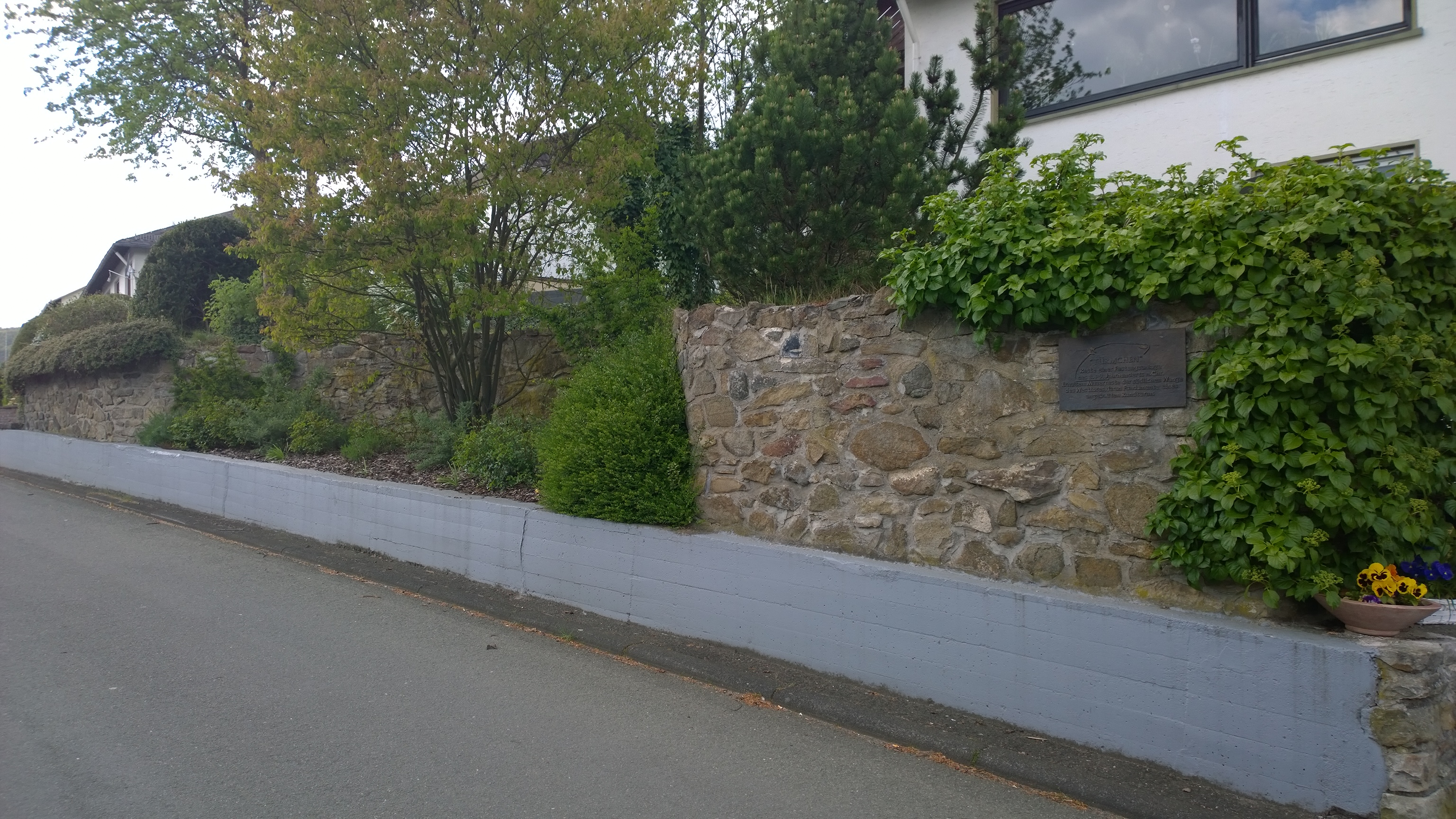
Blick aus Richtung Friedhof bergwärts